# Eremiaphila andresi
Eremiaphila andresi es una especie de mantis religiosa de la familia Eremiaphilidae.Fue descrita por Werner en 1910.